# Kolder (vest)

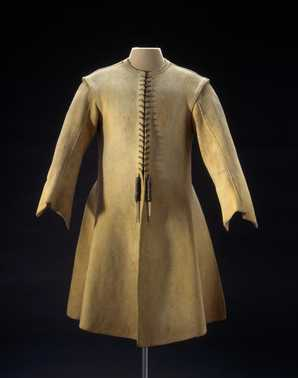
Herenkolder met mouwen, ca. 1660-1670, zeemleer en zilver, Centraal Museum Utrecht

Een kolder is een beschermingsvest van leer of een andere sterke stof.

## Beschrijving
De kolder stamt uit de middeleeuwen en was een lederen vest zonder mouwen, dat tot de knie reikte. Het vest diende voor het opvangen van klappen van verschillende slagwapens. De kolder was effectief bij het voorkomen van snijwonden, maar bood geen bescherming tegen rechtstreekse steekpogingen en kogels. Het vest werd voornamelijk door soldaten en zeelui gedragen. De kolder had veel weg van een wambuis, een gewatteerd vest van linnen. Ridders droegen over de kolder vaak een maliënkolder, een kolder van ineen gevlochten metalen ringetjes (maliën). 
In de 18e en 19e eeuw werd op de Veluwe een zomers jak zonder mouwen voor vrouwen ook 'kolder' genoemd.

## Etymologie
De naam 'kolder' is net als korset afgeleid van het Latijnse collare (halsband), collarium (rond de hals gedragen). In het Romeinse Rijk was een leren beschermingsvest ook al in gebruik. De Romeinse naam voor een dergelijk beschermingsvest was subarmalis. Vanwege zijn pantser wordt de harnasmeerval Loricaria cataphracta in Guyana ook wel 'kolderman' genoemd.